# Islam Democraten
Islam Democraten (ID) is een Nederlandse politieke partij op islamitische grondslag die in het voorjaar van 2006 zijn intrede deed in de gemeenteraad van Den Haag. In 2014 behaalden de ID twee zetels; in 2018 opnieuw één zetel in de gemeenteraad. In februari 2022 is de partij opgegaan in DENK.

## Ontstaan
Na het behalen van de raadszetel in Den Haag, deed de ID mee aan de Tweede Kamerverkiezingen van 2006 als Lijst 21 in de districten Den Haag, Leiden, Rotterdam, Utrecht, Arnhem, Tilburg en Dordrecht. ID behaalde toen 4.339 stemmen; 0 zetels.
In november 2006 deden de Islam Democraten aangifte tegen de partij EénNL, nadat lijsttrekker Marco Pastors vlak voor de Tweede Kamerverkiezingen in een radiospotje de islamisering van Nederland had vergeleken met de opkomst van de nationaalsocialisten in de jaren dertig. Pastors had in het spotje aangegeven dat volgens hem de gevestigde orde in de jaren dertig de andere kant op keek toen de nationaalsocialisten opkwamen, en dat nu hetzelfde gebeurt met de islamisering. De Islam Democraten voelden zich door deze vergelijking gekwetst. De rechter oordeelde evenwel dat Pastors zijn uitspraak niet terug hoefde te nemen. Pastors nam zijn woorden ook niet terug, en stelde dat hij met de vergelijking slechts een discussie op gang had willen brengen met politieke tegenstanders.
In 2007 nam ID deel aan de Provinciale Statenverkiezingen 2007 in Zuid-Holland, zonder een zetel te krijgen.

## Partijbreuk
Begin januari 2010 kwam het tot een breuk tussen het verenigingsbestuur en de raadsfractie. De partij scheurde in tweeën. Raadslid Abderazak Khoulani, een Marokkaans-Nederlandse verzekeringsadviseur, verweet het verenigingsbestuur een gebrek aan democratische waarden en bekritiseerde de wijze waarop de nieuwe kandidatenlijst voor de gemeenteraadsverkiezingen werd samengesteld. De raadsfractie van de ID nam de beslissing zelfstandig verder te gaan en Khoulani richtte de Partij voor Islamitische Democraten (PID) op, waarmee hij aan de gemeenteraadsverkiezingen had willen deelnemen Het centraal stembureau van Den Haag vond die naam echter te veel op Islam Democraten lijken. Uiteindelijk nam Khoulani met de Partij van de Eenheid deel aan de Haagse gemeenteraadsverkiezingen, naast de ID en de Nederlandse Moslim Partij.
Op 3 maart 2010 lukte het zowel de Islam Democraten als de nieuwe partij van voormalig ID-raadslid Khoulani om genoeg stemmen te behalen voor een zetel in de Haagse gemeenteraad. Den Haag is daarmee momenteel de enige Nederlandse gemeente met twee islamitische raadsfracties. In september 2013 sloot oud-PVV-raadslid Arnoud van Doorn zich aan bij Khoulani. Hij heeft zich bekeerd tot de islam en voerde een duo-lijsttrekkerschap.

## Ophef
In februari 2010 kwamen de Islam Democraten in het nieuws nadat op een website van de nieuwe lijsttrekker Dilaver Delikaya foto's waren verschenen van onder meer een jong familielid met pistolen. Volgens Delikaya hadden deze foto's niet op internet mogen staan en hij heeft ze dan ook verwijderd
Begin maart 2010, aan de vooravond van de verkiezingen, raakte de partij opnieuw in opspraak, nadat een ander kandidaat-gemeenteraadslid van de ID, Naser Hegiel, een man bewusteloos had geslagen naar aanleiding van een ruzie over verkiezingsfolders. Het slachtoffer moest met onder meer een gebroken hand in het ziekenhuis worden opgenomen en deed vervolgens aangifte tegen Islam Democraat Hegiel.

## Programma en standpunten
Belangrijk programmapunt van de ID is zorgen voor de opgroeiende tweede en derde generatie allochtonen zodat zij zich thuis gaan voelen in Nederland. ID wil tevens een groter deel van gemeenschapsgelden vrijmaken om tweedeling tegen te gaan. Ook wil ID een maatschappelijk debat voeren over alle genociden en misdaden tegen de menselijkheid.
Volgens de partij gaan islam en democratie goed samen vanwege het islamitische begrip Shura dat dezelfde betekenis heeft als democratie.